# Koninklijke Beuk BV

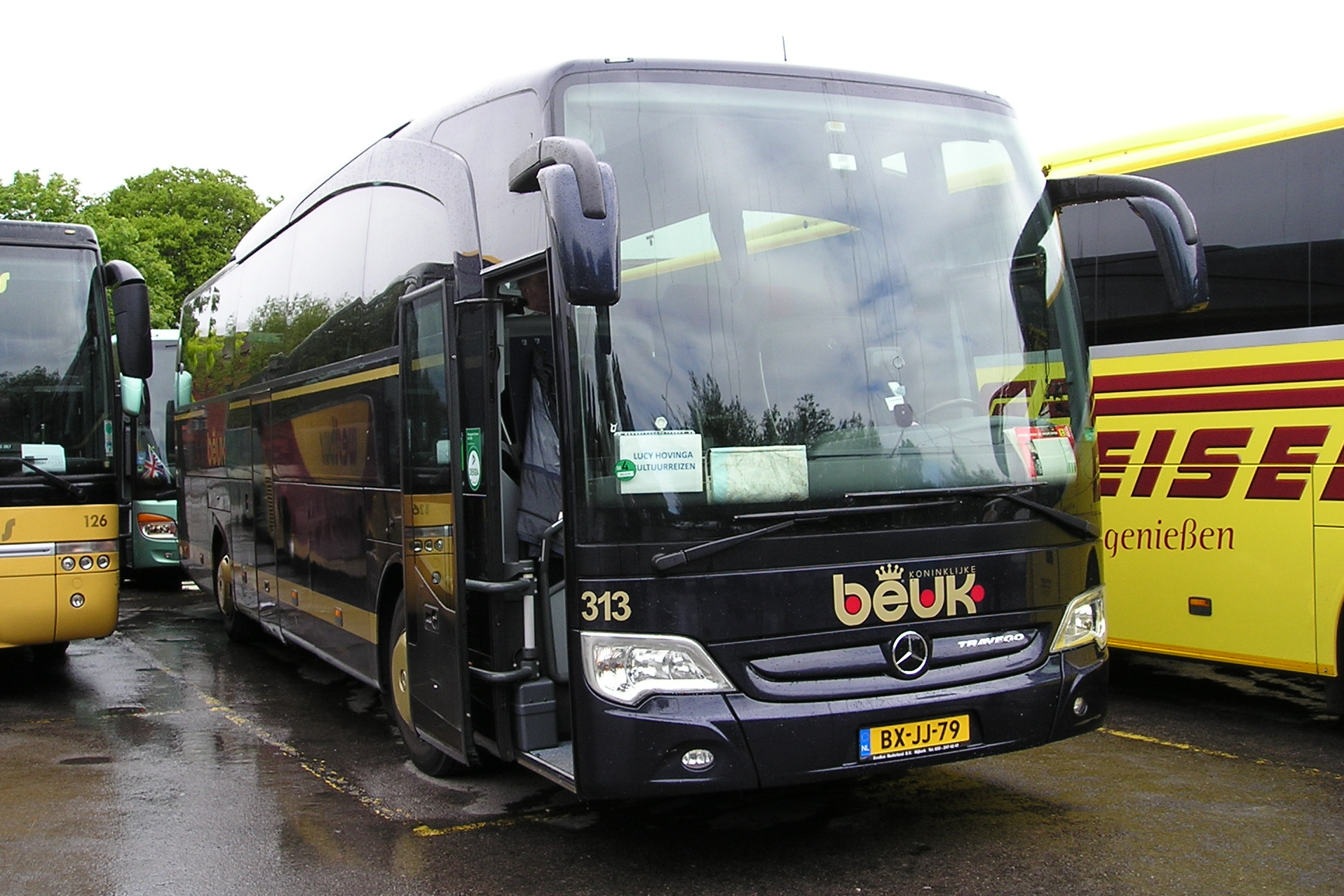
Een royalclass bus met het Koninklijke Beuk logo

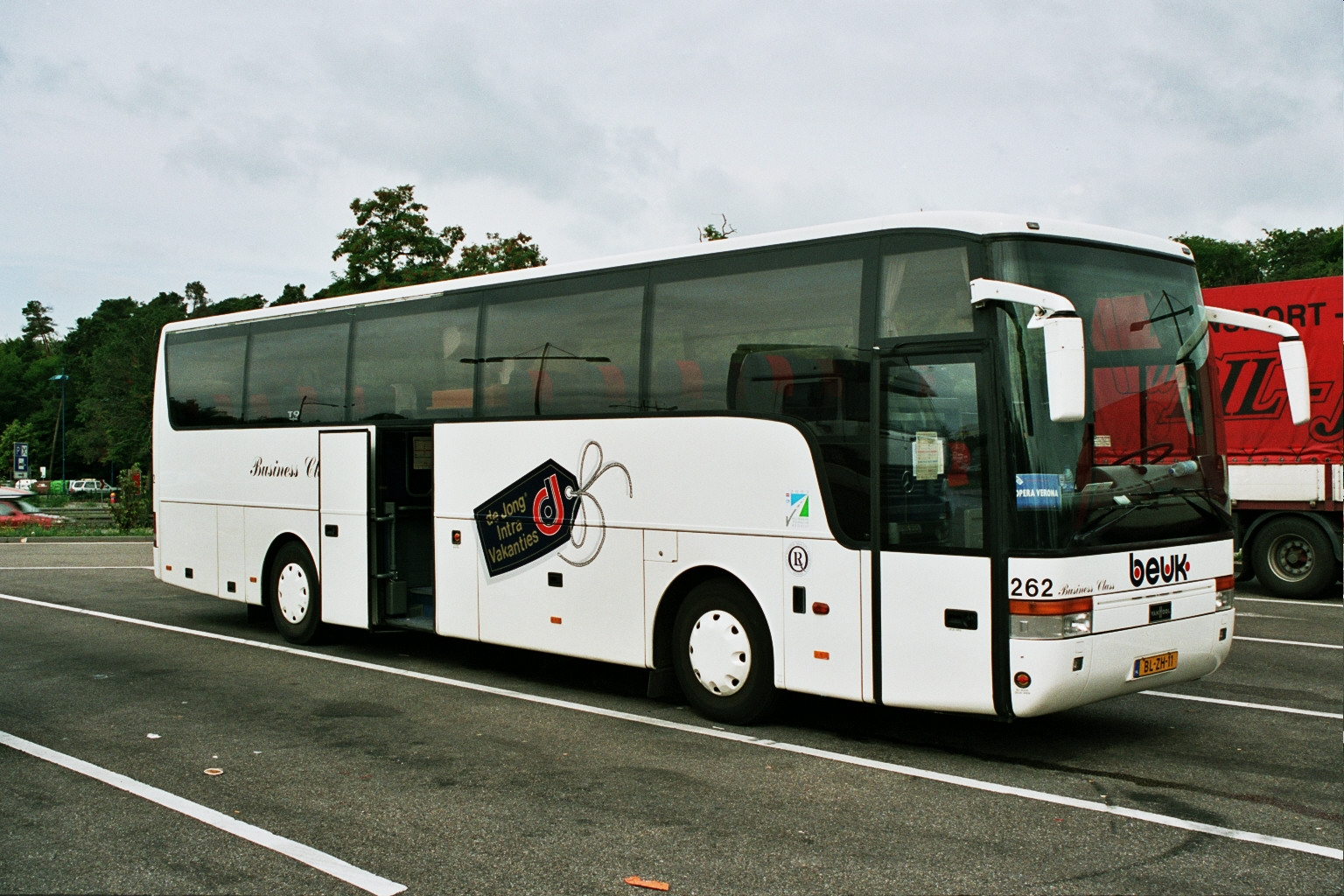
Een businessclass bus van Beuk.

Koninklijke Beuk BV is een Nederlands familiebedrijf uit Noordwijk dat op 31 januari 1906 door Leen en Frederica Beuk opgericht is. In de loop der tijd ontwikkelde het bedrijf zich van een melkwinkeltje via onder andere ambulancevervoer, begrafenisvervoer tot een internationale reis- en vervoersonderneming in Noordwijk, Hilversum en Amsterdam.
Momenteel bestaat het bedrijf uit drie dochterondernemingen: Beuk touringcars exploiteert touringcars, waarbij het vervoer voor een zeer gevarieerde klantenkring van particulier, scholen, bedrijven, ministeries tot leden van het Koninklijk Huis wordt uitgevoerd. Beuk incoming (opgericht in 1974) verzorgt toeristische programma's voor toeristen in de Benelux en Beuk travel (opgericht in 1974) is een reismaatschappij welke zakenreizen, dagtochten en incentives verzorgt.
Met het honderdjarig jubileum in januari 2006 werd het predicaat Koninklijk verleend aan de organisatie en werd de naam van de Beuk Touringcars BV gewijzigd in Koninklijke Beuk BV.

## Wagenpark
- 9 VIP touringcars
- Royalclass touringcars
- Businessclass touringcars
- Rolstoel touringcar

Het totale wagenpark bestaat uit ca. 75 touringcars